# 詹姆斯·弗雷

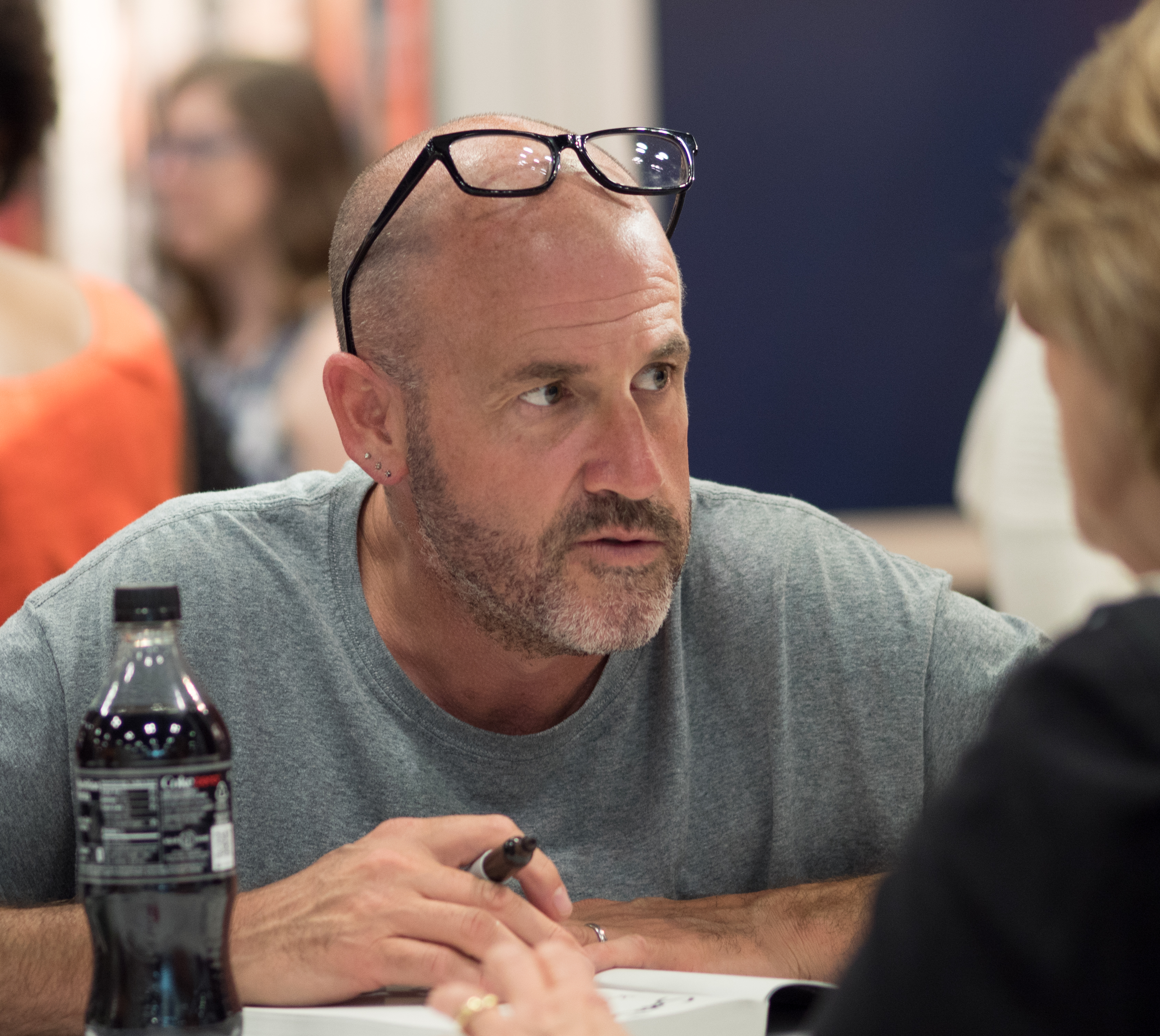
詹姆斯·弗雷

詹姆斯·克里斯托弗·弗雷（James Christopher Frey，1969年9月12日-）是一位美国作家和商人。他的一些作品內容被指是夸大或捏造的。  他有作品被梦工厂改编成名為獵殺第四行者的電影。他还是一家总部位于纽约的电子竞技组织的首席执行官。 